# Opegrapha subgraphidiza
Opegrapha subgraphidiza är en lavart som beskrevs av Zahlbr. Opegrapha subgraphidiza ingår i släktet Opegrapha och familjen Roccellaceae.   Inga underarter finns listade i Catalogue of Life.